# Robert Bennett (natation)
Pour les articles homonymes, voir Robert Bennett, Bob Bennett et Bennett.
Robert Bennett ou Bob Bennett, né le 23 mai 1943 à Los Angeles, est un nageur américain spécialiste des épreuves de dos.

## Palmarès

### Jeux olympiques
- Jeux olympiques de 1960 à Rome (Italie) :
  -  Médaille de bronze du 100 m dos.

- Jeux olympiques de 1964 à Tokyo (Japon) :
  -  Médaille de bronze du 200 m dos[1].